# Francisca Lachapel
Francisca Antonia Méndez Montero, más conocida como Francisca Lachapel (Azua de Compostela, República Dominicana; 5 de mayo de 1989), es una exreina de belleza, presentadora de televisión, actriz y comediante dominicana naturalizada estadounidense, ganadora de la novena temporada del reality show Nuestra Belleza Latina 2015. Actualmente, pertenece al elenco de presentadores del programa matutino de entretenimiento ¡Despierta América!.

## Biografía
Nació en Azua de Compostela (República Dominicana). Es hija de Gamelier Rafael Méndez y Divina Concepción Montero. Tiene un hermano,  Ambioris Rafael (1990) y nueve medios hermanos paternos. Creció en Simón Stridells, un barrio de su comunidad, en el seno de una familia humilde. En su niñez, vivió junto a su madre y hermano; el maltrato por parte de su padrastro. 
Desde muy joven se integró a un grupo de teatro de su pueblo llamado Teatro Sur. Más adelante, tuvo la oportunidad de participar en su primera obra de teatro, Harina de un mismo costal, de donde surgió su personaje Mela La Melaza, que la ayudó a lograr la interpretación de un monólogo llamado Encierro de Locura, que la llevó a presentarlo en distintos países en Latinoamérica. 
En su pueblo natal, en 2006, tuvo la oportunidad de presentar un programa de televisión llamado A ritmo de lo nuestro. En su juventud, trabajó en el elenco de comedia del programa Titirimundaty en Telemicro. En 2009, fue parte del programa Boca de Piano es un show; también transmitido por Telemicro. En 2010, se mudó a EE. UU. para buscar el sueño americano. Duró un tiempo de casi cuatro años como indocumentada.
Logró pasar la primera ronda de audiciones del afamado reality show de la cadena Univisión Nuestra Belleza Latina en su versión del 2015, con ayuda de su personaje Mela La Melaza y su inspiradora historia. Después de 12 semanas de competencia, ganó el concurso: se llevó 200.000 dólares en premios, un Kia Soul y un contrato de un año con la cadena Univision, donde su antecesora Aleyda Ortiz la coronó. Esta llegó a conseguir el 42,8% de los votos del público frente a sus 4 contrincantes.

## Vida personal
En 2010, contrajo matrimonio con el empresario dominicano Rocky Lachapel.  En 2016, se divorció. Decidió mantener el apellido de su exesposo, de manera artística.
A principios de 2018, inició una relación con el empresario estadounidense Francesco Zampogna (1984). El 10 de diciembre de ese año, anunció que se habían comprometido en Dubái. El 26 de mayo de 2020, reveló que habían pospuesto la boda religiosa por la pandemia de COVID-19; la cual se iba a realizar ese año, en Italia. El 18 de diciembre de ese mismo año, dio a conocer que se habían casado civilmente el 31 de diciembre de 2019, en Miami. El 25 de enero de 2021, comunicó que estaba embarazada. El 15 de marzo de ese año, informó que eliminaría su apellido «Lachapel» por respeto a su esposo e hijo, quedando artísticamente como Francisca. El 12 de abril, publicó que tendrían un varón y el 7 de julio, nació Gennaro Antonino Gamelier. El 29 de abril de 2022, notificó que se le conocería como Francisca Méndez-Zampogna; manteniendo así su apellido de nacimiento y de matrimonio. El 6 de mayo de ese mismo año, se casaron religiosamente en Altos de Chavón; con una recepción en Casa de Campo Resort & Villas.El 11 de agosto de 2023, anunció que estaba emabarazada nuevamente. El 18 de septiembre, reveló que sería otro varón y el 23 de octubre, dio a conocer que su nombre sería Franco Raffaele; quien nació el 11 de febrero de 2024. El 31 de enero de 2025, comunicó que estaba embarazada de nuevo y el 27 de febrero, informó que sería una niña; que tendría por nombre Raffaella Eleanor, quien nació el 24 de julio.

## Trabajos en televisión

### Programas
| Año             | Programa                                    | Rol                     | Canal                                    |
| --------------- | ------------------------------------------- | ----------------------- | ---------------------------------------- |
| 2008-2009       | Titirimundaty                               | Actriz                  | Telemicro                                |
| 2009-2010       | Boca de Piano es un show                    | Actriz                  | Telemicro                                |
| 2015            | Nuestra Belleza Latina                      | Participante (ganadora) | Univision                                |
| 2015-           | ¡Despierta América!                         | Coconductora            | Univision                                |
| 2016            | Nuestra Belleza Latina                      | Coconductora            | Univision                                |
| 2016            | Sal y Pimienta                              | Coconductora (invitada) | Univision                                |
| 2017            | Dale Replay                                 | Conductora              | Univision                                |
| 2017 - presente | Festival de la Canción de Eurovisión        | Comentarista            | Univision Unión Europea de Radiodifusión |
| 2017            | Alfombra roja de Premios Soberano           | Coconductora            | Telemicro                                |
| 2017            | Noche de estrellas de Premios Juventud 2017 | Conductora              | Univision                                |

### Telenovelas y películas
| Año  | Telenovela        | Rol              |
| ---- | ----------------- | ---------------- |
| 2016 | Despertar contigo | Amanda "Bandida" |

| Año  | Telenovela              | Rol             |
| ---- | ----------------------- | --------------- |
| 2018 | El fantasma de mi novia | Deborah Pinales |

## Premios y reconocimientos

### Premios de TV y novelas
| Año  | Categoría                | Programa            | Resultado |
| ---- | ------------------------ | ------------------- | --------- |
| 2017 | Conductor (a) revelación | ¡Despierta América! | Ganadora  |

### Premios Soberano
| Año  | Categoría                                  | Programa            | Resultado |
| ---- | ------------------------------------------ | ------------------- | --------- |
| 2017 | Presentador destacado en el extranjero     | ¡Despierta América! | Ganadora  |
| 2018 | Comunicador (a) destacado en el extranjero | ¡Despierta América! | Ganadora  |
| 2019 | Comunicador (a) destacado en el extranjero | ¡Despierta América! | Nominada  |